# Большой Сары-Су
Большо́й Сары-Су — покинутый населённый пункт в Шелковском районе Чеченской Республики.

## География
Был расположен к северо-западу от райцентра станицы Шелковской, в Ногайской степи, в 10,5 км восточнее автодороги Червлённая—Бурунское.
Ближайшие населённые пункты: в 16 км к северу — село Зелёное, в 18 км к юго-востоку — село Каршыга-Аул, в 13 км к юго-западу — село Ораз-Аул, в 17,5 км к западу — хутор Семиколодцев.

## История
Село было заброшено жителями, по всей видимости, во второй половине 1990-х годов либо уже в 2000-е годы. По крайней мере, по состоянию на 1995 год Большой Сары-Су обозначался на картах как жилое поселение.
«Сары-Су» («Сары-Сув») в переводе с ногайского языка на русский означает «жёлтая вода». Таким образом, название населённого пункта буквально переводится как «большая жёлтая вода».